# Orectognathus sexspinosus
Orectognathus sexspinosus é uma espécie de formiga do gênero Orectognathus, pertencente à subfamília Myrmicinae.